# أحمد سمير (لاعب كرة قدم أردني)
     لشخصية أخرى تحمل اسم أحمد سمير، طالع أحمد سمير (توضيح).

أحمد سمير (مواليد 27 مارس 1991 في عمان) هو لاعب كرة قدم أردني يلعب مع نادي الجزيرة كلاعب وسط. مثّل منتخب الأردن لكرة القدم. بدأ أحمد سمير مسيرته الرياضية عام 2009 مع نادي الجزيرة و لعب بعدها مع نادي الرمثا.

## الأهداف الدولية
| # | التاريخ        | المكان إقامة المبارة | الخصم   | النتيجة | الحصيلة | المنافسة    | مرجع  |
| - | -------------- | -------------------- | ------- | ------- | ------- | ----------- | ----- |
| 1 | 14 يناير 2016  | مصر                  | مصر     | 1–0     | فوز     | مباراة ودية |       |
| 2 | 17 نوفمبر 2022 | الأردن               | إسبانيا | 3 -1    | خسارة   | مباراة ودية | [ 6 ] |

## وصلات خارجية
- أحمد سمير على موقع قاعدة بيانات كرة القدم.إي يو (الإنجليزية)
- أحمد سمير على موقع ناشيونال فوتبول تيمز (الإنجليزية)
- أحمد سمير على موقع Soccerway.com (الإنجليزية)
- أحمد سمير على موقع كووورة